# Ø (Disambiguation)
Ø (Disambiguation) es el séptimo álbum de estudio de la banda de metalcore Underoath, lanzado el 9 de noviembre de 2010, por Tooth & Nail Records.

## Producción y grabación
A finales del 2009, el guitarrista Tim McTague explicó que tenían listas las canciones para un nuevo álbum. El 5 de abril de 2011, la banda anunció la salida del baterista y vocalista Aaron Gillespie. El 10 de mayo, la banda anunció en su MySpace que entraría a grabar un nuevo álbum el 24 de mayo, con la producción de Jeremy SH Griffith y Matt Goldman (Goldman ha trabajo previamente con la banda, en los álbumes Lost In The Sound Of Separation y Define the Great Line). Gillespie fue reemplazado por el baterista Daniel Davison, exmiembro de Norma Jean.
La banda comenzó a interpretar sus nuevas canciones, como Illuminator, en el "The Cool Tour", en julio de 2010, en la ciudad de Sayreville, Nueva Jersey.

## Lanzamiento
La banda ofreció una versión de pre-escucha del álbum el 15 de septiembre de 2010, que generó dos revisiones independientes. Una postal que contiene un trozo de la versión fue enviada a cada persona que pre-ordenase el disco. El comprador fue a tomar una imagen de esa postal para subirla a la web oficial de Underoath. Una vez que todas las piezas estuviesen subidas, la cinta liberaría la imagen de la versión, haciéndolo a las 1 p. m. el 21 de septiembre.
Underoath organizó un juego en su Twitter y Facebook, el que consistía en títulos revueltos de las pistas que conforman el álbum, la persona que logró hacerlo ganó una camiseta de la banda. El tema Illuminator fue subida a Internet en versión instrumental, la canción estuvo disponible el 1 de octubre. In Division fue lanzado el 2 de noviembre como sencillo debut, su video musical fue dirigido por James Edwin Myer y lanzado el 1 de noviembre.
En su primera semana, Ø (Disambiguation) vendió 24 mil copias y se posicionó en el puesto #23 en el Billboard 200.
La banda comenzó un tour mundial, promocionando el álbum, Illuminatour, comenzando a finales de abril.
El video musical de Paper Lung fue estrenado el 25 de abril de 2011, dirigido por Jodeb.

## Estilo
A diferencia de sus álbumes anteriores, el post-hardcore ha desaparecido casi por completo, presentando un sonido mucho más agresivo y progresivo, considerándose metalcore completamente, aunque las voces limpias siguen presentes, tras la salida de Gillespie.
Según Underoath: El sonido del álbum siente más oscuro y caótico, más que los anteriores, pero melódico a la vez.

## Listado de canciones
Edición normal
1. "In Division" - 3:58
2. "Catch Myself Catching Myself" - 3:29
3. "Paper Lung" - 4:11
4. "Illuminator" - 3:10
5. "Driftwood" - 3:00
6. "A Divine Eradication" - 3:16
7. "Who Will Guard the Guardians?" - 3:52
8. "Reversal" - 1:43
9. "Vacant Mouth" - 3:53
10. "My Deteriorating Incline" - 3:33
11. "In Completion" - 4:20

Edición Deluxe
1. "Paper Lung (machineA Remix)"
2. "In Division (Toxic Avenger Remix)"
3. "Catch Myself Catching Myself (Innerpartysystem Remix)"

## Posicionamiento
| Listas (2010)    | Posición |
| ---------------- | -------- |
| Billboard 200    | 23       |
| ARIA Charts      | 74       |
| Canadian Albums  | 41       |
| Christian Albums | 1        |
| Digital Albums   | 11       |
| Hard Rock Albums | 3        |
| Rock Albums      | 4        |

## Créditos
Underoath
- Spencer Chamberlain - Voces, guitarra adicional[20]
- Tim McTague - Guitarra principal, coros
- James Smith - Guitarra rítmica
- Grant Brandell - Bajo
- Chris Dudley - Teclados, sintetizadores, programación
- Daniel Davison - Batería

Producción
- Jordan Butcher – Arte, diseño
- Jeff Carver – A&R
- Brandon Ebel – A&R, productor ejecutivo
- Matt Goldman – Productor, ingeniero de sonido
- Ben Grosse – Mezcla
- Ted Jensen – Masterización